# Морачово
Морачово (Морачёво) — село в Жирятинском районе Брянской области, административный центр Морачёвского сельского поселения. 
 Расположено в 12 км к северо-западу от села Жирятино. Население — 250 человек (2010).
Имеется отделение почтовой связи, сельский Дом культуры, библиотека.

## История
Упоминается с XVII века как деревня в составе Подгородного стана Брянского уезда, поместье Безобразовых. С 1697 года — село с храмом Николая Чудотворца; в 1849—1850 гг. был построен каменный храм (не сохранился).
С 1861 по 1924 год входило в состав Княвицкой волости Брянского (с 1921 — Бежицкого) уезда. В XIX веке — владение В. Д. Азанчевского и др.; в селе работали сахарный и винокуренный заводы. В 1897 году была открыта церковно-приходская школа.
В 1924—1929 гг. — в Жирятинской волости, с 1929 в Жирятинском районе, а при его временном расформировании (1932—1939, 1957—1985 гг.) — в Жуковском районе. В 1964 году к селу присоединены деревни Большие Козки (к северу от центра села) и Малые Козки (к северо-западу).
До 2005 года являлось центром Морачовского сельсовета.